# Acacia ixodes
Acacia ixodes är en ärtväxtart som beskrevs av Leslie Pedley. Acacia ixodes ingår i släktet akacior, och familjen ärtväxter. Inga underarter finns listade i Catalogue of Life.